# 디트리히 본회퍼
디트리히 본회퍼(독일어: Dietrich Bonhoeffer, 1906년 2월 4일~1945년 4월 9일)는 독일 루터교회 목사이자, 신학자이며, 반 나치운동가다. 고백교회 설립자 가운데 한 사람이다.
24세에 신학 교수 자격(하빌리타치온)을 취득한 후, 해외 체류를 거쳐 베를린에서 개신교 신학의 사립 강사가 되었으며, 세계교회협의회(WCC)의 전신인 조직에서 청년 담당 목회자로 활동했다. 1933년 4월부터 나치의 유대인 박해에 공개적으로 반대했으며, 당시 독일의 기독교단체인 '게르만 기독교인(Deutsche Christen)'과 공직에서 유대인을 배제하는 법령인 '아리아인 조항'에 맞서 교회 투쟁(Kirchenkampf)에 헌신했다.
1935년부터는 고백교회의 설교자 신학교(Predigerseminar)를 핀켄발데(Finkenwalde)에서 설립하여 운영했는데, 나치에 의해 불법화된 후에도 1940년까지 지속되었다. 이때 기독교가 세상에서 해야 하는 역할에 관한 책인 《나를 따르라Nachfolge》(1937)를 작성했다.
1938년경부터 그는 독일 국방군 정보국장 빌헬름 카나리스를 중심으로 한 저항 운동에 가담했다. 1940년에는 연설 금지, 1941년에는 출판 금지 조치를 받았으며, 1943년 4월 5일 체포되었다. 이후 2년간 수감 생활을 하던 중, 1944년 7월 20일 아돌프 히틀러를 암살하고자 외국 첩보국(독일어: Abwehr)이 세운 계획인 7·20 음모에 가담하였다는 혐의로, 히틀러의 직접 명령에 따라 1945년 4월 9일 플로센뷔르크 수용소에서 1945년 4월 교수형에 처했다.
본회퍼는 그리스도의 현존을 전 세계 기독교 공동체에서 발견하는 신학적 입장을 견지했으며, 특히 산상수훈과 예수 그리스도를 따르는 삶, 즉 제자도(Nachfolge)의 중요성을 강조했다. 그는 신앙과 행동의 일치를 실천하며 나치 정권에 맞섰다. 또한 옥중 서신을 통해 교회의 새로운 사회적 역할, 사회적 약자와의 연대, 그리고 비종교적 방식으로 성경과 전통을 해석하는 신학적 방향에 대한 영향을 미쳤다.

## 생애

### 집안 배경
1906년 2월 4일 독일 브레슬라우에서 정신과 의사인 카를 본회퍼와 파울라 본회퍼 사이에서 여섯 번째 아들로 태어났다. 쌍둥이 여동생인 자비네 본회퍼 라이프홀츠가 있었다. 아버지는 지그문트 프로이트에 대한 비판으로 유명한 정신과 의사이자 신경학자인 카를 본회퍼(Karl Bonhoeffer)였고, 어머니 파울라 본회퍼(Paula Bonhoeffer)는 교사였으며 개신교 신학자 카를 폰 하세와 화가 스타니슬라우스 폰 칼크로이트의 손녀였다.
그의 집안은 1513년 네덜란드에서 독일로 이주해온 중산층의 부잣집이었는데, 뛰어난 학문적 실력과 지위를 갖고 있었다. 그의 집안은 루터교회에서 신앙생활해온 전통적인 개신교 가문이었다. 할아버지는 프로이센 왕실에서 궁정 목사였고, 어머니 파울라도 자녀들에게 성서 이야기, 시, 노래를 가르칠 정도로 믿음과 교양이 모두 훌륭하였다. 하지만 정작 그의 아버지는 신앙에 무관심했다. 본회퍼가 신학자가 되려고 하자 형제들과 부모는 "종교는 부르주아에게 어울린다. 다른 학문을 하도록 하라"면서 반대했는데, "그렇다면 내가 바꾸겠습니다."라면서 뜻을 굽히지 않았다. 그러자 형제들과 부모는 본회퍼의 뜻을 존중했고, 본회퍼도 자신의 신념을 고집했다.
본회퍼의 가정환경과 부모의 가치관으로 인해 본회퍼는 어린 시절부터 높은 수준의 교육을 받을 수 있었다. 본회퍼의 부모는 본회퍼에게 호기심을 북돋아주었는데, 이것은 그의 주변, 특히 교회 환경에서 다른 사람들을 이끄는 능력에 영향을 미쳤다. 그의 형 카를 프리드리히 본회퍼는 화학자가 되었고, 1929년 폴 하텍과 함께 수소의 스핀 이성질체를 발견했다. 본회퍼 가문의 두 번째로 태어난 월터 본회퍼는 쌍둥이가 12살 때 제1차 세계대전 중 전사했다. 셋째인 클라우스는 변호사였는데 7월 20일 음모에 연루되어 처형되었다.

### 신학 수업
어려서부터 신학자가 되고 싶었던 본회퍼는 1923년 튀빙겐 대학교와 베를린대학교 (현 베를린 훔볼트 대학교)에서 신학을 공부했는데, 베를린대학교 졸업시 《성도의 교제》(communio sanctorum)를 졸업논문으로 제출했다. 《성도의 교제》는 20세기 신학의 교부라 불리는 칼 바르트가 칭찬할 정도로 훌륭한 논문이었다. 디트리히 본회퍼가 나치에 저항하다가 처형당한 순교자이기 이전에 뛰어난 신학자였다는 사실은 신학을 공부할 때에 시대를 올바르게 해석하고 비판할 수 있음을 말해주는 증거, 곧 신학수업의 중요성을 말해주는 역사적 사례로 받아들여진다.

### 목회

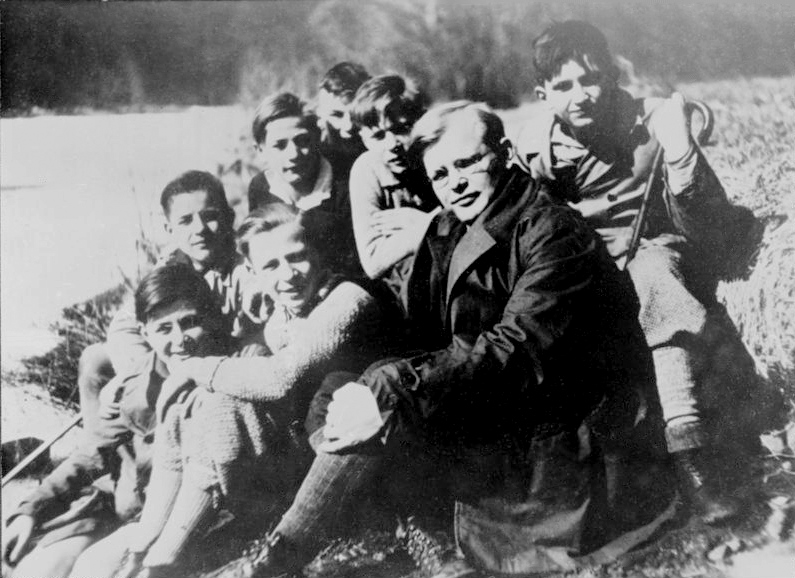
1932년 교회의 입교식에서. 가장 앞의 인물이 본회퍼.

새로운 세상을 경험하고 싶었던 본회퍼는 로마에서도 공부하면서 로마 가톨릭 교회의 전례와 교의를 비판적으로 경험하였다. 베를린대학교에서 박사과정을 공부한 그는 에스파냐의 독일인 루터교회에서 부목사로 1년간 목회하였다. 논문 《행동과 존재》(독일어: Akt und Sein)을 발표하여 교수자격을 취득한 본회퍼는 베를린대학교의 신학부 강사로 임명되었으며, 25세부터 목사안수를 받을 수 있는 교회법에 따라 1년뒤에 루터교회의 목사 안수를 받았다. 진보 신학의 명문으로 불리는 유니언 신학교에서 공부하던 유학시절에 그는 백인들에게 인종차별을 받는 흑인들의 삶 속에서 민중들과 어울린 예수 그리스도를 발견한다. 유니언 신학교에서 본회퍼는 프랑스 개신교 성직자인 장 라셰르(프랑스어: Jean Lasserre) 목사의 영향으로 예수의 산상수훈에 신학적 뿌리를 두는 기독교 평화주의자가 되었다.

### 반나치 운동과 죽음

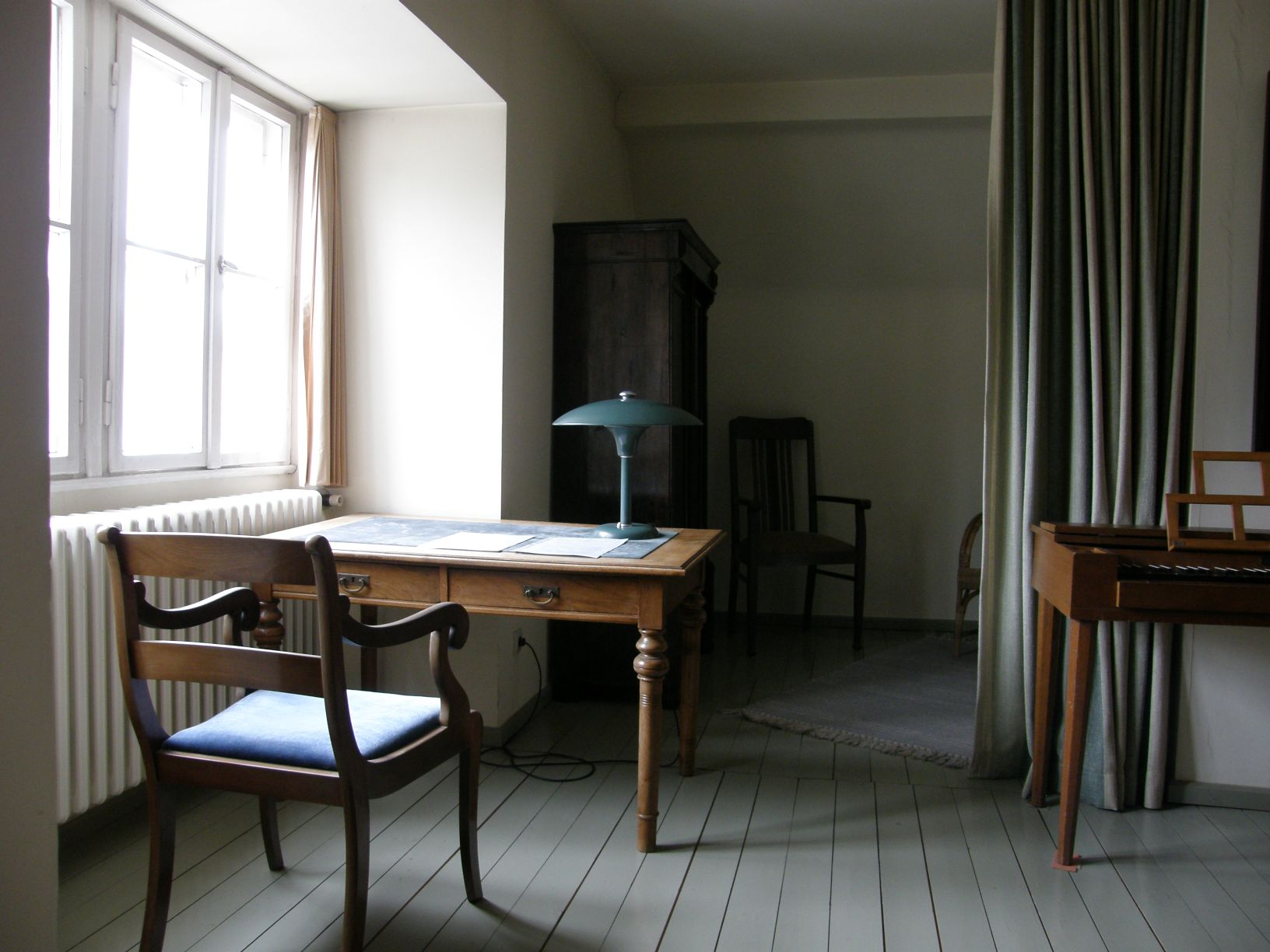
본회퍼의 서재

1933년 집권한 나치의 독재에 대해서 독일교회는 예언자적인 목소리를 내면서 저항하기는커녕, 오히려 히틀러를 그리스도로 숭배하고 있었다. 당시 독일교회에서는 하나님이 영혼구원을 위해 예수를 보내 주셨듯이 지금 현재 독일의 "경제적, 사회적 구원을 위해 하나님께서 히틀러를 보내주었다."고 주장하는 것이다. 그러나 이것은 히틀러가 그리스도라고 주장하는 것이였고, 단지 히틀러를 우상으로 치부하여 숭배하고 있었던 것이다. 그래서 본회퍼는 라디오 방송을 통해서 히틀러는 독일국민들을 히틀러라는 우상을 숭배하게 한다고 경고하는 예언자적인 목소리를 내었고, 결국 방송은 중단 당하고 말았다. 신학자 칼 바르트의 표현을 빌리면 하나님의 말씀인 예수 그리스도를 따라야 할 교회가 히틀러를 그리스도로 따르고 있었기 때문에 이를 지적한 것이다. 하지만 디트리히 본회퍼는 나치의 탄압에 굴복하지 않고, 자신이 발표한 원고를 신문에 넣었다. 이때부터 본회퍼는 나치의 미움을 받기 시작하였다.
당시 독일교회에서는 본회퍼처럼 그리스도인의 양심을 지키기 위해서 나치에 반대하는 신학자들도 있었는데, 이들은 고백교회를 결성하여 그들의 양심을 실천했다. 하지만 나치의 탄압으로 고백교회 참여자들은 박해받았는데, 본회퍼의 경우 1943년 4월 체포되어 2년간 수용소를 전전했다. 이때 그가 친구와 가족들에게 보낸 편지는 《옥중서간》으로 출판되었다.
이후 본회퍼가 히틀러를 암살하려고 하였다는 증거가 확보되면서, 1945년 4월 9일 새벽, 플로센뷔르크 수용소(Flossenbürg concentration camp)에서 교수형으로 처형되었다. 유언은 "죽음은 끝이 아니라, 영원한 삶의 시작이다."였으며, 그의 묘비에 새겨진 문장은 "디트리히 본회퍼–그의 형제들 가운데 서 있는 예수 그리스도의 증인"이다.

## 신학

### 고난을 함께 하는 신학
디트리히 본회퍼 신학은 고난을 함께 나누는 삶의 실천이다. 디트리히 본회퍼에 대한 나치의 박해가 시작되었을 때, 그는 미국으로 망명할 수도 있었다. 개신교 신학자이자 유니온 신학교 교수로 일하던 라인홀트 니부어가 신학 교수 자리를 마련한 뒤, 초대장을 보냈기 때문이다. 하지만, 본회퍼는 독일 국민들과 고난을 함께 하지 않는다면, 전쟁이 끝났을 때 독일교회를 재건하는 일에 동참할 수 없다면서 이를 거부했다.

### 값싼 은혜
본회퍼는 덴마크의 기독교 사상가 키르케고르의 영향으로, 《나를 따르라》(1937년 출간)에서 독일교회가 값싼 은혜를 나누고 있다고 비평했다. 그가 말하는 값싼 은혜는 "죄에 대한 고백이 없는 성만찬, 죄에 대한 회개 없이 용서받을 수 있다는 설교, (세례의 의미를 눈에 보이는 방법으로 설명하는)예식을 무시한 세례, 회개가 없는 면죄의 확인"이다. 성례전을 통해서 주어지는 하나님의 은혜를 너무 값싸게 만들고 있다고 비판한 것이다. 디트리히 본회퍼가 말하는 값싼 은혜는 그리스도를 따름이 없는 은혜, 그리스도를 따름에 따른 고난이 없는 은혜, 성육신의 실천이 없는 은혜이기도 하다. 즉, 그리스도의 제자로서의 삶이 없는 신앙은 싸구려 신앙에 불과하다는 것이다.
값싼 은혜는 우리 교회의 치명적인 적이다. 오늘 우리의 싸움은 값비싼 은혜를 얻기 위한 싸움이다. 값싼 은혜는 싸구려 은혜, 헐값의 용서, 헐값의 위로, 헐값의 성만찬이다. 그것은 교회의 무진장한 저장고에서 몰지각한 손으로 생각없이 무한정 쏟아내는 은혜이다.(중략)교훈과 원리의 체계도 값싼 은혜이다.(중략)죄를 뉘우치지 않고 죄에서 벗어나기를 바라지도 않으면서, 세상은 자신의 죄를 감싸줄 값싼 커버를 값싼 은혜에서 얻는다. 값싼 은혜는 하나님의 생생한 말씀을 부정하고, 하나님의 말씀이 사람이 되셨다는 것을 부정한다. 값싼 은혜는 죄인을 의롭다고 하는 것이 아니라 죄를 의롭다고 하는 것이다. 은혜가 홀로 모든 것을 알아서 처리해줄 테니 모든 것이 케케묵은 상태로 있어도 된다는 것이다. (중략) 값싼 은혜는 우리가 스스로 취한 은혜에 불과하다. 싸구려 은혜는 그리스도를 본받음이 없는 은혜, 십자가 없는 은혜, 살아계신 예수 그리스도 곧 사람이 되신 예수 그리스도를 무시하는 은혜에 불과하다.

### 성숙한 세계에서 타자를 위한 교회
본회퍼는 자신이 경험했던 반나치 운동을 통해서 이상적인 교회상을 끄집어 내었다. 그는 삐뚤어진 세상 즉, 독재가 가능한 그 당시의 현실에 저항하는 교회상을 그려 내면서, 신학적 교리를 배우고 논쟁하는 교회가 아닌, 세상의 불의와 싸우는 정의에 불타는 교회를 원했다. 그런 그의 생각에 신학을 맞추어 낸 것이 교회와 세상이 변증법적으로 통일되는 것이었다. 그는 하나님의 위임들을 '노동', '결혼', '정부 혹은 문화', '교회'의 네가지를 통하여 발견하였고, 교회가 하나님을 대신하는 대리자로 행동한다고 보았다.

## 받은 영향[14]

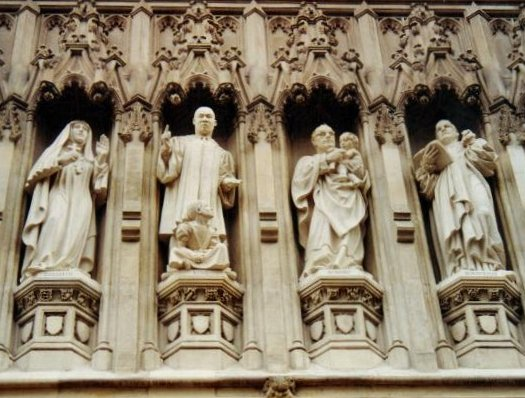
웨스트민스터 사원에 조각된 20세기의 순교자들. 왼쪽부터 엘리자베트 폰 헤센다름슈타트 대공녀, 마틴 루터 킹 주니어, 오스카르 아르눌포 로메로, 그리고 디트리히 본회퍼.

- 이마누엘 칸트 : 본회퍼는 칸트의 주관주의 선험론과 구성설에 나오는 인간 인식의 특성들을 보다 자세하게 분석하고 설명하였다.
- 게오르크 빌헬름 프리드리히 헤겔 : 헤겔은 칸트의 관점에다가 계몽주의의 낙관론을 가미하였다. 또한 이 낙관론이 변증법을 통해서 절대치를 획득할 수 있다고 예언하였다.
- 폴 틸리히
- 마르틴 루터 : 본회퍼는 인간 안에 내재된 헛된 교만을 루터를 인용해 '자기 안으로 구부러진 마음'이라고 지었다.
- 라인홀드 니부어 : 본회퍼는 미국 방문시, 유니언 신학교 (뉴욕시)에서 니부어를 만나서 교회의 지평이 구체성에서 정체성으로 바뀌었다고 주장하였다.[15]

## 저서
- 나를 따르라
- 신도의 공동생활
- 행위와 존재 ( Act and Being ): 본회퍼는 인간이 하나님을 소유할 수 없다는 것이 하나님을 가장 값진 보물로 만들며, 이것이 하나님을 초월적이며, 불가해적이며, 숨겨진 존재로 있도록 만든다고 주장하였다.[16]
- 윤리학
- 저항과 복종
- 창조와 타락 ( Creation and Fall : Theological Interpretation of Genesis 1:3 )
- No Rusty Swords: Letters, Lectures and Notes 1928-1936

## 디트리히 본회퍼 관련 도서 목록
- 양석진. 《하나님과 함께: 디트리히 본회퍼의 신학과 실천에 나타난 공적신학 연구》. 한국본회퍼연구소.
- 박만[17]. 〈예수 그리스도의 증인-디트리히 본회퍼〉. 《현대신학이야기》. 살림. |저자=에 ref stripmarker가 있음(위치 15) (도움말)
- 이신건. 《디트리히 본회퍼 묵상 52》. 신앙과 지성.
- 에릭 메택시스(Eric Metaxas).  김순현 옮김, 편집. 《디트리히 본회퍼》. 포이에마.
- 디트리히 본회퍼: 신학자-그리스도인-동시대인 ( 에버하르트 베르게지음, 복있는 사람)